# NGC 4091
NGC 4091 est une vaste galaxie spirale située dans la constellation de la Chevelure de Bérénice. NGC 4091 a été découverte par l'astronome prussien Heinrich d'Arrest en 1864.

## Caractéristiques
NGC 4091 est une galaxie active (AGN).

### Distance
Sa vitesse par rapport au fond diffus cosmologique est de 7 980 ± 22 km/s, ce qui correspond à une distance de Hubble de 117,7 ± 8,3 Mpc (∼384 millions d'al).

### Galaxie active
Selon la base de données Simbad, NGC 4091 est une galaxie LINER, c'est-à-dire une galaxie dont le noyau présente un spectre d'émission caractérisé par de larges raies d'atomes faiblement ionisés.